# 030 PLM 1401 à 1510

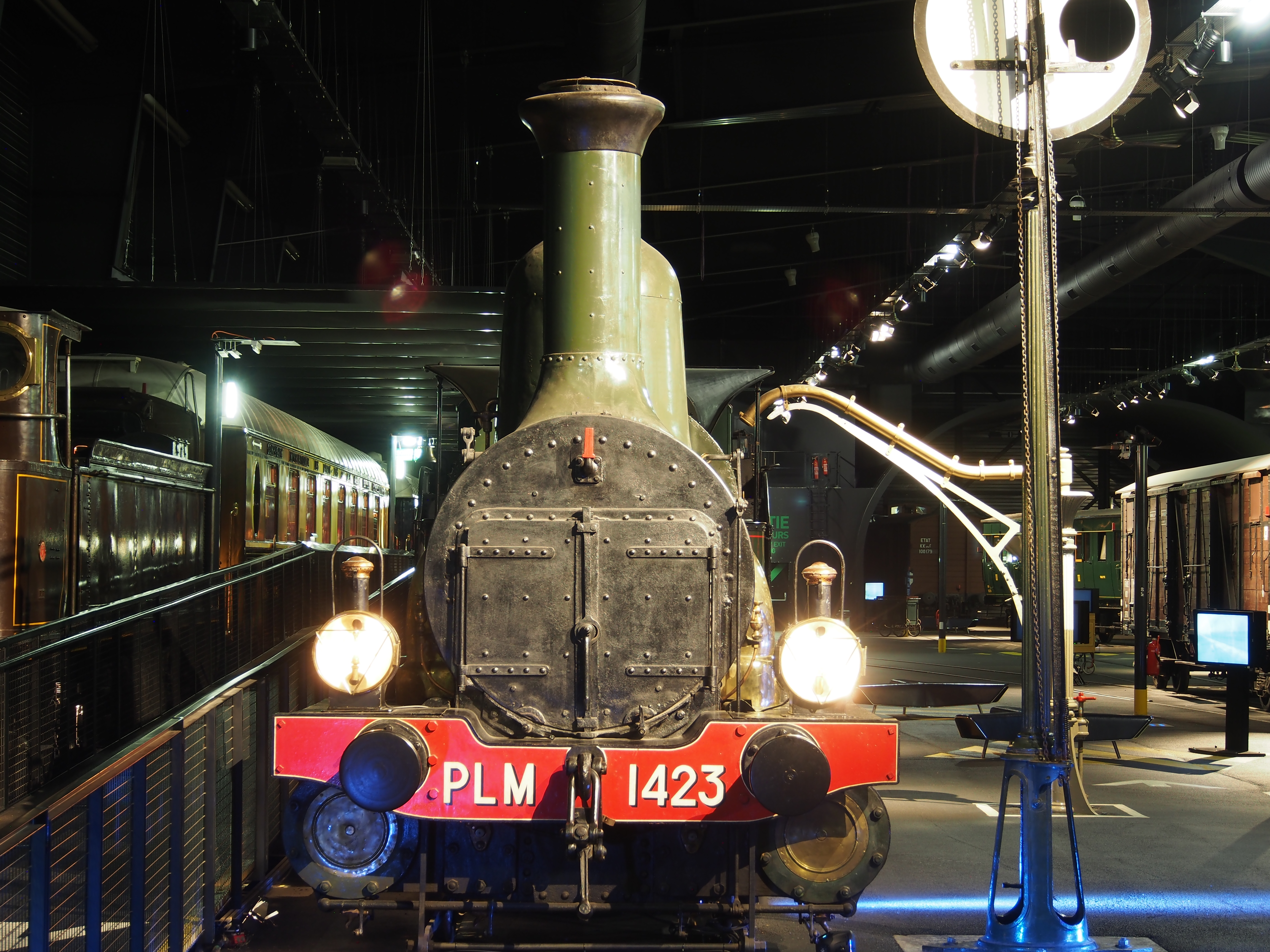
030 no 1423 exposée à la Cité du train.

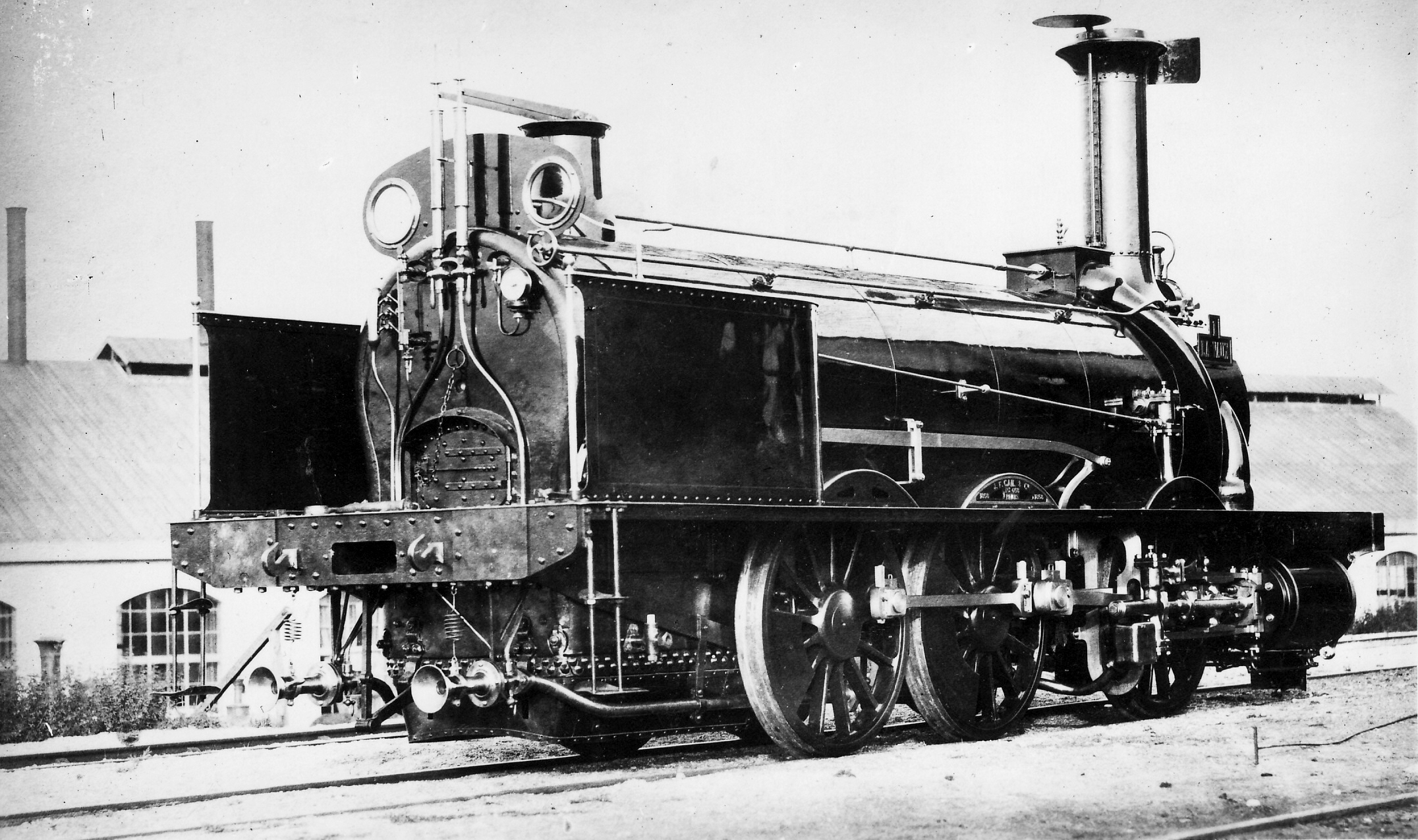
Locomotive 030 du chemin de fer du Grand Central.

Les 030 PLM 1401 à 1510 sont des locomotives à vapeur de la Compagnie des chemins de fer de Paris à Lyon et à la Méditerranée (PLM), affectées essentiellement au trafic marchandise. Elles sont de type Bourbonnais.

## Histoire
L'origine de la série provient du regroupement des locomotives issues des diverses compagnies formant le PLM.
- 030 1401 à 1430, ex-Compagnie du chemin de fer de Paris à Lyon, livrées par Cail en 1854 ;
- 030 1431 à 1450, ex-compagnie du chemin de fer Paris Lyon, livrées par Koechlin en 1856 ;
- 030 1451 à 1466, ex-chemin de fer du Rhône et Loire, livrées par Parent et Schaken en 1857 ;
- 030 1467 à 1480, ex-chemin de fer du Rhône et Loire, livrées par Parent et Schaken en 1857 ;
- 030 1481 à 1488, ex-Compagnie du chemin de fer Grand-Central de France, livrées par Cail en 1855 ;
- 030 1489 à 1492, ex-chemin de fer de Lyon à la Méditerranée, livrées par Parent et Schaken en 1857 ;
- 030 1493 à 1510, ex-chemin de fer de Lyon à la Méditerranée, livrées par Cail en 1857.

Une partie de ces machines forme en 1925, la série 3 A 1 à 30, les autres sont progressivement réformées avant 1938. À la création de la SNCF, le 1er janvier 1938, la série est immatriculée 030 A 1 à 30. Certaines unités circulent encore après 1948.

## Préservation
Un exemplaire restauré, la 030 no 1423, est préservé et exposé à la Cité du train à Mulhouse avec son immatriculation PLM.

## Modélisme
Cette série de machines a été reproduite en version SNCF par Rivarossi dans les années 1970 et en kit à monter en laiton par l'artisan Loco Diffusion avec une immatriculation PLM.
La reprise du modèle Rivarossi par Jouef en version PLM dans les années 1990 reproduit elle une locomotive appartenant à la série 030 PLM 1513 à 2457.